# Mary Roberts Rinehart
Mary Ella Roberts Rinehart (Allegheny City, 12 agosto 1876 – New York, 22 settembre 1958) è stata una romanziera, commediografa e giornalista statunitense ed è considerata una tra le più importanti figure nella nascita e nell'affermazione del romanzo poliziesco moderno.

## Biografia
Mary Ella Roberts, nata ad Allegheny City in Pennsylvania, città che fino al 1907 era ancora amministrativamente separata da Pittsburgh, frequentò le scuole pubbliche e, a 15 anni, iniziò a scrivere racconti, riuscendo a pubblicarne subito tre su un periodico locale. L'anno seguente si diplomò. In seguito si iscrisse alla Pittsburgh Training School for Nurses presso l'Homeopathic Hospital, dove iniziò a lavorare dopo essersi sposata e aver conseguito il diploma di infermiera nel 1896. La sua vita familiare, prima del matrimonio, fu alquanto travagliata: il padre Thomas B. Roberts, un inventore di genio ma privo di senso pratico, finì per suicidarsi e la madre Cornelia, rimasta paralizzata in seguito allo shock, morì a causa di gravi ustioni provocate da acqua bollente. 
Nel 1895 Mary sposò Stanley Marshall Rinehart, un giovane medico che aveva conosciuto alla scuola per infermiere e con il quale ebbe tre figli: Stanley Jr (1897), Alan (1900) e Frederick, detto Ted (1902): Stanley Jr e Ted, con un terzo socio, John Chipman Farrar, fondarono nel 1929 la poi celeberrima casa editrice Farrar & Rinehart (che divenne poi Rinehart & Company, ed è attiva ancor oggi come Holt, Rinehart & Winston; nel 1946, invece, Farrar si dimise per fondare la Farrar, Straus). Nel 1903, quando la sua nuova famiglia si trovò in difficoltà finanziarie per la perdita di 12.000 dollari, Mary tentò di risollevarne le sorti inviando un racconto al "Munsey's Magazine". Il periodico lo acquistò per la somma di 34 dollari; incoraggiata da questo successo, nel giro di un anno la Rinehart pubblicò ben 45 racconti, tentando quasi subito di cimentarsi anche nel romanzo. Nel 1915 la scrittrice fu corrispondente di guerra (una delle prime donne nella storia) per il Saturday Evening Post, per il quale intervistò Winston Churchill e il re del Belgio Alberto I. Nel 1918 tornò ancora sul fronte europeo per conto del governo degli Stati Uniti. Nel 1921 la famiglia Rinehart si trasferì a Washington D.C., inserendosi nella vita culturale, sociale e politica della capitale federale. Stanley Marshall Rinehart morì nel 1932, ma già da tempo Mary era diventata una delle più acclamate scrittrici americane, non solo di polizieschi. Colpita nel 1934 da un infarto, la scrittrice si trasferì l'anno seguente a New York, acquistando poi una vasta proprietà nel Maine nella quale andò definitivamente ad abitare nel 1939. Nel 1958, dopo una lunga battaglia con un tumore al seno (che volle rendere pubblica con una serie di articoli), la scrittrice fu colpita nella sua casa di Park Avenue, a New York, da un nuovo, gravissimo infarto che le fu fatale. 
Autrice di straordinario successo all'epoca, ma ancora letta e apprezzata oggi, Mary Roberts Rinehart ha anticipato moltissimi temi della letteratura poliziesca del Novecento, seguendo sempre il principio secondo il quale una tragedia non è che l'anticipazione di quelle successive. La sua influenza sulla letteratura popolare degli anni Venti e Trenta è stata notevolissima, dati anche i suoi enormi successi di vendita, fornendo per esempio ispirazione ai racconti del giovane Francis Scott Fitzgerald. Nel 1980 Jan Cohn ha pubblicato la biografia definitiva della scrittrice, Improbable Fiction: The Life of Mary Roberts Rinehart, ristampata nel 2005. Nel 1994 è uscita una seconda biografia, Had She But Known, scritta da Charlotte MacLeod, nota autrice di polizieschi.

## Opere

### Romanzi, lavori teatrali, sceneggiature

#### Romanzi e racconti con Hilda Adams
- Il nemico sconosciuto (Miss Pinkerton, pubblicato anche come Double Alibi) (1932)
- Il pipistrello (The Haunted Lady) (1942)

#### Altri romanzi
- Lo sconosciuto del vagone letto, oppure L'uomo nella cuccetta n°10, The Man in Lower Ten (1906)
- La scala a chiocciola, The Circular Staircase (1908)
- La finestra sulla notte, The Window at the White Cat (1910)
- Where There's a Will (1912), versione romanzata di una commedia inedita, The Water Wooers
- La moglie dell'attore, oppure Il caso Jennie Brice, The Case of Jennie Brice (1913)
- Via delle stelle, Street of Seven Stars (1914)
- Vele insanguinate, oppure Morte sul castello di poppa, The After House (1914)
- The Curve of the Catenary (1915), romanzo breve
- The Breaking Point (1922)
- The Red Lamp (1925), pubblicato in Gran Bretagna come The Mystery Lamp
- Lost Ecstasy, (1927)
- Two Flights Up (1928)
- This Strange Adventure (1929)
- L'incubo, The Door (1930)
- Il segreto dell'album, The Album (1933)
- Io ti difendo!, The State Vs Elinor Norton (1933)
- I muri parlano, The Wall (1938)
- L'avventura di Patrizia, oppure Il grande errore, The Great Mistake (1940)
- La camera gialla, The Yellow Room (1945)
- L'inferno, The Swimming Pool (1952)

#### Lavori teatrali
- Seven Days (1909)
- Cheer Up (1912)
- Spanish Love (scritta con Avery Hopwood), (1920)
- The Bat (scritta con Avery Hopwood), (1920), adattamento teatrale di The Circular Staircase (dalla commedia vennero tratti i film The Bat e The Bat Whispers del 1930 di Roland West).
- The Breaking Point (1923), adattamento del romanzo omonimo

### Altre opere non poliziesche
- Seven Days, (1908), racconto; poi commedia per Broadway, poi romanzo col titolo di When a Man Marries (1909)
- K (1915), romanzo
- Kings, Queens and Pawns: An American Woman at the Front (1915), raccolta di articoli di guerra
- Through Glacier Park: Seeing America First with Howard Eaton (1916), libro di viaggio
- The Altar of Freedom (1917)
- Lunga vita al re, Long live the King! (1917), romanzo
- Tenting Tonight: A Chronicle of Sport and Adventure in Glacier Park and the Cascade Mountains (1918), libro di viaggio
- The Amazing Interlude (1918), romanzo di guerra
- Tenting To-Night (1918), libro di viaggio
- Twenty-Three and a Half Hours' Leave (1918), memorie di guerra
- Dangerous Days (1919)
- Salvage (1919)
- A Poor Wise Man (1920)
- Isn't That Just Like a Man! (1920)
- Lost Ecstacy (1927)
- My Story (1931; nuova edizione, 1948), autobiografia
- Mr.Cohen Takes a Walk (1934)
- The Doctor (1935), romanzo
- A Light in the Window (1948)
- Writing Is Work (1948)

### Raccolte di racconti
- Bab, a Sub-Deb (1916), racconti non polizieschi
- Love Stories (1920)
- The Truce of God (1920)
- The Confession e Sight Unseen (1921), due romanzi brevi
- Temperamental People (1924)
- Nomad's Land (1926)
- The Romantics (1930)
- Mary Roberts Rinehart's Crime Book (1933)
- Married People (1937)
- Familiar Faces: Stories of People You Know (1941)
- Alibi for Isabel and Other Stories (1944)
- Episode of the Wandering Knife (1950), due romanzi brevi e il racconto The Secret con Hilda Adams
- The Frightened Wife and Other Murder Stories (1953), due romanzi brevi e tre racconti
- Miss Pinkerton: Adventures of a Nurse Detective (1959)

#### Con Letitia (Tish) Carberry
- Le straordinarie avventure di Letitia Carberry, The Amazing Adventures of Letitia Carberry (1911)
- Tish (1916)
- More Tish (1921)
- The Book of Tish (1926)
- Tish Plays the Game (1926)
- Tish Marches On (1937)

## Filmografia / Sceneggiature
- What Happened to Father, regia di C.J. Williams - storia (1915)
- The Cave on Thunder Cloud, regia di E.H. Calvert - storia (1915)
- The Circular Staircase, regia di Edward LeSaint - romanzo (1915)
- Her Country First, regia di James Young - storia (1918)
- 23 1/2 Hours' Leave, regia di Henry King - storia (1919)
- Dangerous Days, regia di Reginald Barker - romanzo, sceneggiatura, didascalie (1920)
- It's a Great Life, regia di E. Mason Hopper - storia (1920)
- Ssst... silenzio! (K - The Unknown), regia di Harry A. Pollard - romanzo (1924)
- Lacrime di madre (Her Love Story), regia di Allan Dwan - storia (1924)
- Aflame in the Sky - storia (scritta con Ewart Anderson) (1927)